# SBB Re 4/4 II
De Re 4/4 II, tegenwoordig volgens UIC als Re 420 en Re 421 gekenmerkt, is een type universeel inzetbare elektrische locomotief die gebruikt wordt door de Zwitserse federale spoorwegen (SBB) en gebruikt als tractie voor alle soorten reizigers- en goederentreinen. Zware treinen kan een Re 4/4 II vervoeren in treinschakeling met een tweede Re 4/4 II, zeer zware (goederen)treinen kan Re 4/4 II vervoeren in treinschakeling met locomotieven van het type Re 6/6. Zo'n combinatie duidt de vakman ter plaatse aan met Re 10/10. De Re 4/4 II is met 277 geleverde eenheden de tot dusver grootste ooit in Zwitserland geleverde serie tractievoertuigen. De bouw en levering vonden plaats in een tijdvak van 21 jaar van 1964 tot en met 1984.

## Geschiedenis

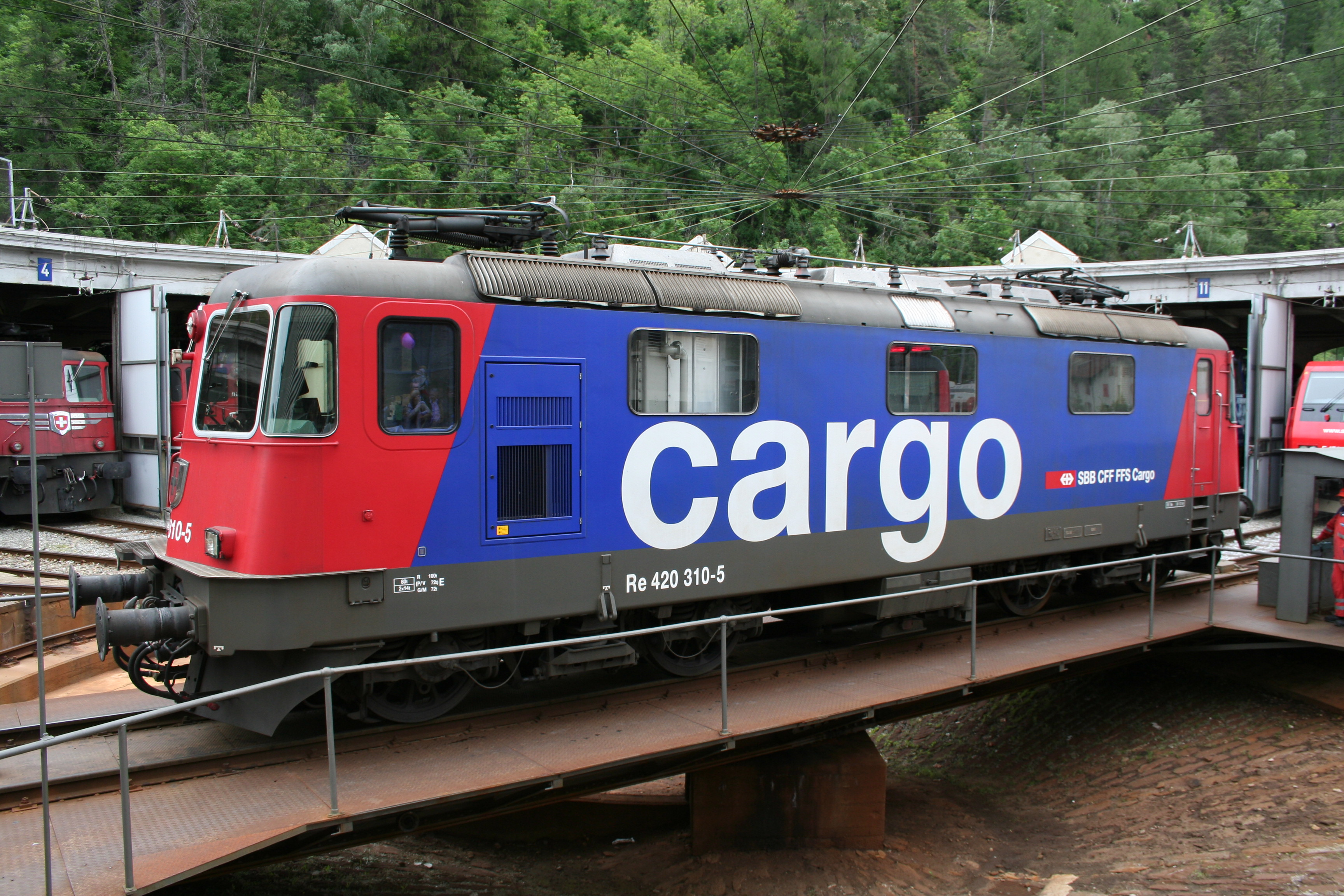
SBB Re 420 310-5 in Cargo-uitmonstering

Met de verschijning van de Ae 6/6 (gebouwd van 1952 tot in de jaren 1960) op de Gotthardhellingen beschikte het tractiewezen op dat traject over een snelle en krachtige locomotief voor sneltreinen.
Op andere verbindingen dan de Gotthardas was de categorie sneltreinen veelal aan de Ae 4/7 voorbehouden. Nadeel van de serie Ae 4/7 was de relatief lage topsnelheid (Vmax) van 100 km/h en de onmogelijkheid om de vaak bochtige tracés te berijden volgens categorie R, dat wil zeggen: met verhoogde baanvaksnelheid in de bogen.
Anderzijds waren de lichtgewicht locomotieven van de serie Re 4/4I (bouwjaar 1946) en de motorwagens met reizigersaccommodatie serie RBe 4/4 (bouwjaar 1959) in de diensten met de zware sneltreinen van toen aan de grenzen van hun kunnen, hetgeen op den duur een ongewenste en onhoudbare situatie vormde.
Ziehier de achtergrond waartegen de SBB de ontwikkeling en fabricage uitschreef van een locomotief met de volgende kenmerken:
- asopstelling Bo'Bo' en inzetbaar:
- op het hele Zwitserse net
- volgens treincategorie R (houdt in: Vmax 125 km/h + verhoogde snelheid in bogen)
- voor alle treinsoorten (reizigers- én goederentreinen).

Een consortium van SLM/BBC/MFO/SAAS won de uitschrijving en zette de verlangde specificaties om in zes kracht uitstralende prototypen, die qua design de met de Ae 6/6 ingeslagen weg (Pfeilfront) vervolgden.
Het 80 ton wegende voertuig met een vermogen van 4.700 kW voldeed aan de verwachtingen van de opdrachtgever. De locomotieven werden in eerste instantie in dienst gesteld met de aanduiding BoBo. Tot dat moment mochten op het Zwitserse spoorwegnet tractievoertuigen met een asdruk van meer dan 16 ton niet tot de tractievoertuigcategorie R (Vmax 125 km/h, verhoogde snelheid in bogen) toegelaten worden. Na omvangrijke beproeving werd de locomotief toch toegelaten tot de categorie R en werden ze aangeduid met de serieaanduiding Re 4/4 II. Als gevolg van deze toelating konden ook de oorspronkelijk als Ae 4/4 II aangeduide BLS-locomotieven als Re 4/4 toegelaten en aangeduid worden. Bij spoormannen in Zwitserland bleef de aanduiding BoBo nog lang in zwang.

## Constructie en techniek

### Mechanische constructie
De Re 4/4 II is een vierassige, elektrische locomotief met twee draaistellen en per as één tractiemotor. Elk draaistel rust door middel van schroefveren (primaire vering) op twee wielassen. De vering tussen locomotiefbak en draaistel (secundaire vering) bestaat uit laag aan de bak bevestigde schroefveren (flexicoilveren, oorspronkelijk: rubberblokken)
De eigenlijke krachtoverbrenging van draaistel naar locomotiefbak komt voor rekening van een ingenieus stelsel van trekstangen (Tiefzuganlenkung, Tiefzugstangen), dat er ook voor zorgt dat het voorste draaistel bij aanzetten minder ontlast wordt.
Om een beter aansnijden van de bogen door het nalopende draaistel te bewerkstelligen bouwden de constructeurs tussen de twee draaistellen een elastische koppeling (Querkupplung) in.

### Elektrische constructie
De Re 4/4/II beschikt over een klassieke tractie-installatie voor wisselstroomlocomotieven, dat wil zeggen: de middels bovenleiding aangevoerde hooggespannen wisselstroom (15.000 V, 16 ⅔Hz) wordt aan boord van de locomotief aan de hoogspanningskant van de tractietransformator stapsgewijs geregeld. De aan de tractiemotoren toegevoerde wisselspanning varieert tussen de 19 en 550 V en de motoren zelf zijn van het klassieke commutatortype.
Deze eenfaseseriemotoren kunnen als generator geschakeld worden om remkracht op te brengen (bijvoorbeeld bij lange afdalingen) en functioneren dan als recuperatierem. Ze leveren in die schakeling de opgewekte elektrische energie terug in het net.
Het prototype 11206 kreeg naar voorbeeld van de BLS Re 4/4 gelijkrichters waardoor de E-installatie de tractiemotoren voedde met gelijkstroom met rimpel (Wellenstrom). De verwachte verhoging van de trekkracht door het invoegen van de gelijkrichters bleef slechts beperkt, reden waarom dit project niet voortgezet werd en de 11206 in de oorspronkelijke configuratie werd teruggebracht.
De serie Re 4/4 kan in treinschakeling rijden met Re 430 (Re 4/4 II+III), Re 620, RBe 540 (RBe 4/4), Re 460 / 465 en Re 482.

## Verwante locomotieven

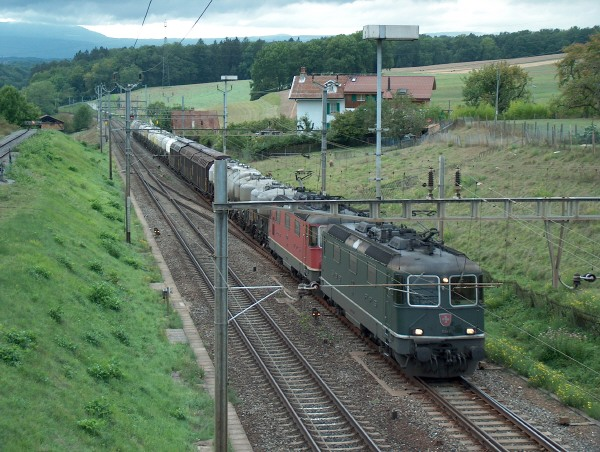
Dubbeltractie in treinschakeling voor een goederentrein

### Re 4/4 III
nummers 11351-11370
De Re 4/4 III wijkt alleen van de Re 4/4 II af qua mechanische overbrengingsverhouding.
De veranderde overbrengingsverhouding heeft twee effecten:
- het verlaagt de Vmax (tot 125 km/h in plaats van 140 km/h) en verhoogt de trekkracht (tot 20,1 in plaats van 17,06 ton, gedurende een uur),
- hetgeen een uitkomst bleek ter overbrugging tot de komst van de Re 6/6 op de Gotthard.

### SOB
Eén eerste exemplaar Re 4/4 III (en verder gelijk aan de eerste leverantie Re 4/4 II, dus met één pantograaf en korte bak) leverde de industrie in 1967 aan de Schweizerische Südostbahn (SOB) die de locomotief het nummer 41 gaf. Deze locomotief werd meteen na levering intensief beproefd op de Gotthardas (Bazel-Chiasso), waar men zeer ingenomen was met de verhoogde trekkracht voor het vervoeren van de eind jaren 1960 steeds zwaarder wordende sneltreinen.
De SBB stelden in 1971 20 exemplaren Re 4/4 III (verder identiek aan de tweede leverantie Re 4/4 II – lange bak, twee pantografen) in dienst, waarvan SBB er in 1983-85 drie (met de nummers 11351-11353) aan SOB verkocht. Het rijdend personeel van SBB kon destijds totaal geen begrip voor deze transactie opbrengen.
De vier gekochte exemplaren werden in 1994-1996 geruild met SBB voor de vier locomotieven van het type Re 4/4 IV-prototypen, die – in tegenstelling tot de Re 4/4 III – wel in trek-duwformatie mogen worden ingezet (Re 4/4 III niet, uitsluitend vanwege de te hoge duwkrachten in duwbedrijf).

### EBT, VHB en SMB
De toenmalige Emmental-Burgdorf-Thun-Bahn (EBT), Vereinigte Huttwil-Bahnen (VHB) en de Solothurn-Münster-Bahn (SMB), thans via Regionalverkehr Mittelland (RM) opgegaan in BLS AG, schafte ook vijf exemplaren Re 4/4 III aan:
| loc nr | in dienst | maatschappij | wapen             | sinds 2005 | Vmax km/h |
| ------ | --------- | ------------ | ----------------- | ---------- | --------- |
| 111    | 1969      | EBT → RM     | Kanton Bern       | RM         | 120       |
| 112    | 1969      | EBT → RM     | Kanton Solothurn  | RM         | 120       |
| 113    | 1983      | EBT → RM     | Stadt Thun        | Crossrail  | 120       |
| 141    | 1983      | VHB → RM     | Kanton Luzern     | Crossrail  | 120       |
| 181    | 1983      | SMB → RM     | Amtsbezirk Lebern | Crossrail  | 120       |

#### Crossrail
Deze locomotieven werden op 1 januari 2006 van RM overgenomen en behoren inmiddels tot de vloot van goederenvervoerder Crossrail (de cargodivisie van RM werd na de fusie tussen RM en BLS ontbonden). De locomotieven werden verkocht als Re 436.
- Re 436 111 t/m Re 436 115

Op 28 januari 2010 werd locomotief Re 436 113 door een frontale botsing bij Brig zwaar beschadigd.

### Ge 4/4 II (RhB)
De Ge 4/4 II van de Rhätische Bahn (RhB, smalspoornet met spoorbreedte 1.000 mm in Kanton Graubünden) is qua voorkomen en mechanische opbouw sterk verwant met de Re 4/4 II vanwege de goede tractie- en adhesie-eigenschappen (maar wijkt af qua tractie-installatie, dit is reeds een chopper-installatie)

## Leveranties
Prototypennummers 11101-11106, oorspronkelijk 11201-11206: De prototypen hebben één stroomafnemer en hadden aanvankelijk geen sierstrepen op de zijwanden. Bij de prototypen waren de letters SBB-CFF en SBB-FFS lager op de toen egaal groene zijwanden aangebracht.
Eerste leverantie – nummers 11107-11155Sterk gelijkend op de prototypen: één stroomafnemer, baklengte 10 cm groter dan de prototypen om deformatie-elementen in de bak te kunnen onderbrengen ter bescherming van machinist en machine bij sportief rangeren.
Tweede leverantie – nummers 11156-11349 en 11371-11397De locomotieven van de tweede leverantie (nummers 11156-11349 en 11371-11397) beschikken over twee eenbeenpantografen en zijn met een baklengte van 15.410mm en gelijke draaistelstand een halve meter langer dan de locomotieven uit de eerste leverantie. Het cabinefront van de tweede leverantie helt iets meer achterover dan dat van eerste leverantie, waardoor meer baklengte ontstaat. Deze constructie vertaalt zich in iets ruimere cabines en plaats voor twee pantografen.
In detail bestaat de tweede leverantie uit diverse tranches. Bovendien is de tweede leverantie voortgekomen uit de derde bestelling. Daarom spreekt men bij deze leverantie ook van de derde tot de zevende bestellingstranche. Zo geredeneerd ziet de serie er als hieronder uit:
| serie | nummers     | jaar bestelling | kleur bij levering | jaar levering | kenmerk af fabriek                             |
| ----- | ----------- | --------------- | ------------------ | ------------- | ---------------------------------------------- |
| 1     | 11101-11106 | 1960            | groen              | 1963          | bak egaal groen cf Ae 6/6                      |
| 2     | 11107-11155 | 1964            | groen              | 1967          | definitief kleurenschema, steile fronten       |
| 3     | 11156-11215 | 1966            | groen              |               | klassiek, vanaf hier: 2 pantografen            |
| 4     | 11216-11254 | 1968            | groen              |               | klassiek, tegelijk met: Re 4/4 III 11351-11370 |
| 5     | 11255-11304 | 1970            | groen              | 1981/1984     | klassiek                                       |
| 6     | 11305-11349 | 1979            | groen              | 1981/1984     | klassiek                                       |
| 7     | 11371-11397 | 1981            | rood               | 1985          | vanaf 11371: schijnwerpers, vanaf 11377: rood  |

## Varianten, constructiewijzigingen (cw's) en revisies

### Cw: Lindau-lokomotieven (1969)
Nummers 11195-11200 oorspronkelijk 11196-11201
Zes van de toen nieuwe Re 4/4 II-locomotieven uit de derde bestelling liet SBB in 1969 als vervanging van een van de twee standaard SBB-pantografen (ESa 06-2500) voorzien van één pantograaf volgens DB/ÖBB-specificatie (EKa-2560 DB).
Deze constructiewijzigingen maakte het mogelijk om ingaande 01 juni 1969 te voorzien in doorgaande tractie van de sneltreinen (later: EuroCity) Zürich-München op het traject Zürich-Lindau (waar hoe dan ook kop gemaakt moet worden en de tractie diesel wordt wegens ontbrekende bovenleiding op een deel van het traject vanaf Lindau richting München).

#### Techniek
Het verschil tussen een DB/ÖBB-stroomafnemer en een SBB-stroomafnemer is dat het sleepstuk met koolstrip van een DB/ÖBB-stroomafnemer 1.950 mm breed is in plaats van 1.320 mm volgens SBB norm. Daarmee is deze pantograaf geschikt voor de DB/ÖBB-bovenleidingsgeometrie, die een dubbel zo brede zigzag (max 400 mm uit de hartlijn van het spoor) van de rijdraad heeft dan in Zwitserland (met max 200 mm uit de hartlijn van het spoor). Om te voorkomen dat de stroomafnemer met het brede sleepstuk in gestreken toestand in het (relatief krappe) Zwitserse profiel van de vrije ruimte (PVR) zou reiken, moest er een speciale constructie voor de pantograaf met (inwendige) kettingaandrijving bedacht en gebouwd worden. Het effect is, dat de pantograaf in gestreken toestand bijzonder laag op het dak van de locomotief ligt/lag en zodoende het kleine Zwitserse PVR ongemoeid laat;
In deze locomotieven is geen Oostenrijkse c.q. Duitse treinbeïnvloeding (Indusi) ingebouwd en toegelaten. Deze serie mag derhalve alleen onder bijzondere voorwaarden op Oostenrijkse en Duitse baanvakken worden ingezet en moet bij snelheden boven 120 km/h in D/A met twee man bedienend personeel (één bedienen, één helpen seinen waarnemen) in de cabine gereden worden wegens ontbrekende treinbeïnvloeding.

#### Actuele situatie
Nadat de met Indusi uitgeruste serie Re 421 van SBB-Cargo de tractie van de EC-treinen op het traject Zürich-Lindau v.v. overgenomen had, liet SBB deze machines in 2006 als Re 420 weer conformeren aan de rest van de serie.

### Variant: TEE-locomotieven (1969/1973)

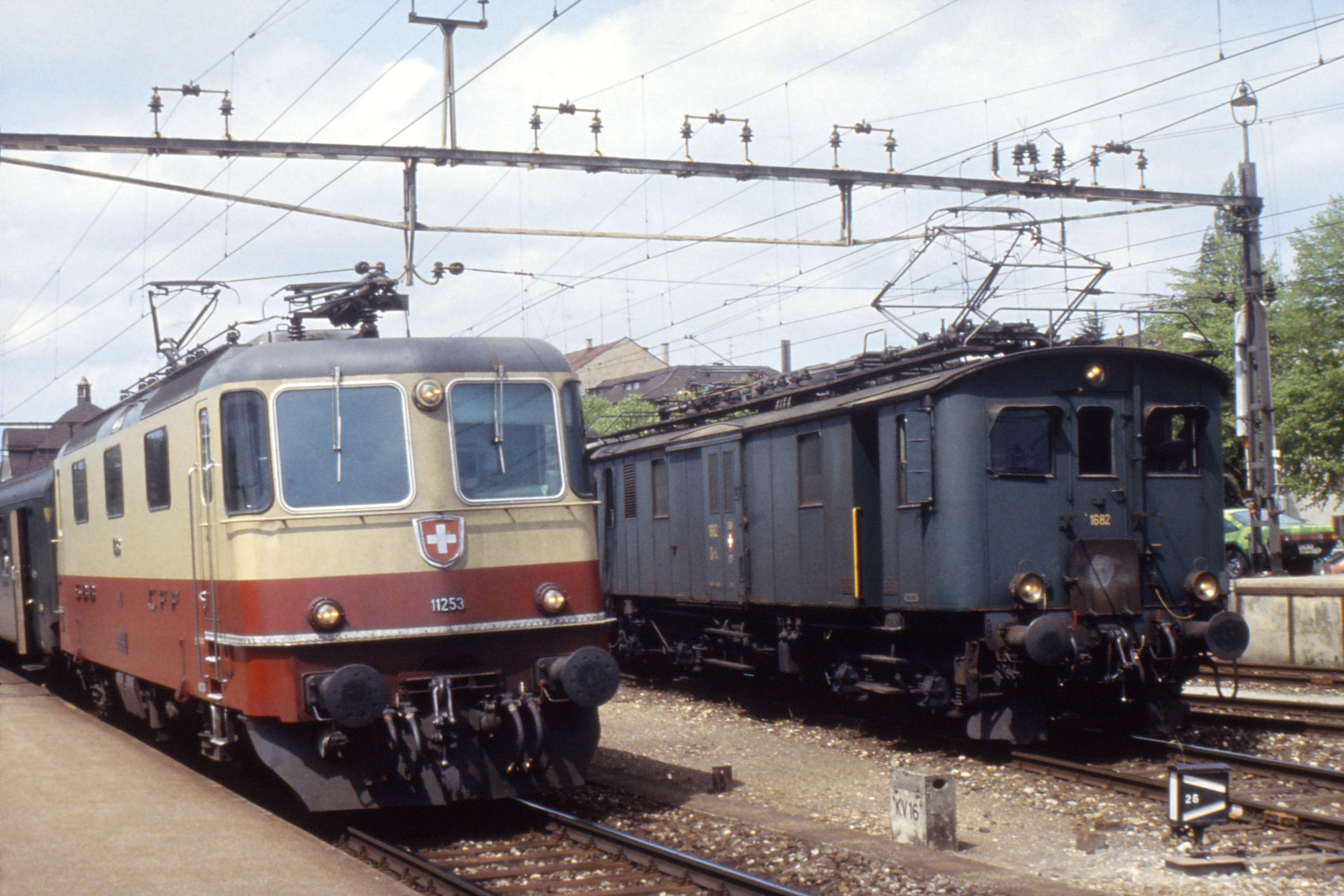
Re 4/4^{II} TEE 11253

Nummers 11158-11161 (1969) en 11249-11253 (1973)
SBB liet een aantal Re 4/4 II-locomotieven leveren in het toen voor de Trans Europ Express (TEE) gekozen kleurenschema: bordeauxrood/crème. Dit kleurenschema hielden DB en later ook FS aan voor het getrokken TEE-materieel, dat zij stelden voor de diensten op (onder andere) Zwitserland: TEE's Helvetia en Roland (DB) TEE Lemano(FS). Deze locomotieven verzorgden ook de tractie voor TEE's die het TEE-kleurenschema totaal niet volgden: de beroemde en mooie Inoxrijtuigen (Mistral '69), die SNCF stelde voor de TEE Cisalpin.
De machines – met de bijnaam Cremeschnitte (crèmetaartpunten) – werden overigens ook voor normale reizigers- en goederentreinen ingezet.
Deze variant hield in fasen op te bestaan: in 1981-1983 wijzigde SBB de 11158-11161 in groen, in de jaren 1990 wijzigde SBB het TEE-kleurenschema van 11249-11253 in het toen reeds gebruikelijke rood.

### Cw: Swiss Expresslocomotieven (1972-1974)

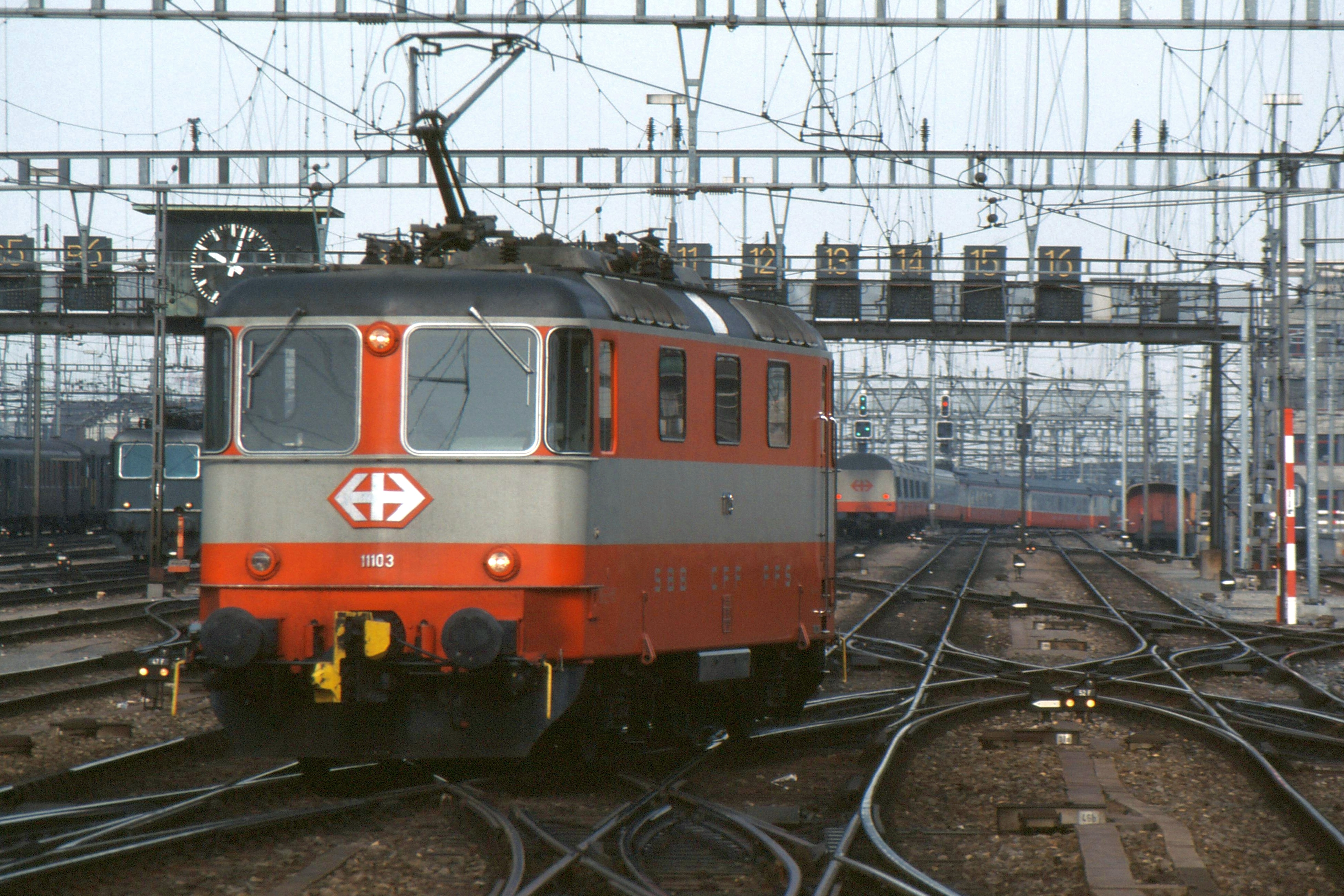
Re 4/4 II 11103 HB Zürich

Nummers: 11103, 11106 (1972), 11108, 11109, 11112, 11113, 11133, 11141 (1974)
Om in de tractie te kunnen voorzien van de met automatische UIC-koppeling geleverde Swiss Expressrijtuigen (Einheitswagen III) werd aanpassing van een aantal locomotieven noodzakelijk. De locomotieven van latere leveranties (vanaf 11220 met uitzondering van 11236-38) waren en zijn af fabriek geschikt voor montage van de automatische UIC-koppeling, maar die waren niet geleverd op het moment dat de EW III-tractie gesteld moest worden. De locomotieven waren altijd met de enige stroomafnemer in de richting van de hal van Zürich HB gedraaid. Ook de eerste klas rijtuigen in de trein waren in de richting van de hal van Zürich HB gedraaid.
Dus moest er een aantal bestaande locomotieven aangepast worden. Deze machines kregen een verlengde bak door verlenging van de bufferbalk in de lengteas van de locomotief, nieuwe koppelingen analoog aan EW III en een aan EW III aangepaste beschildering (steengrijs-oranje). Bovendien kregen de Swiss Expressmachines het toen nieuwe SBB-beeldmerk op de fronten als vervanging van het tot dan toe aangebrachte Zwitserse kruiswapen.

### Cw: EenWapenlocomotief(1979)
Nummer: 11239
De enige SBB-Re 4/4 II die een wapen draagt, is nummer 11239 met het gemeentewapen Porrentruy, een provinciestad in de Jura (ten zuiden van Bazel). Dit wapen erfde de 11239 van Ae 6/6 11483, die na de oprichting van kanton Jura in 1979 promoveerde van Stedenloc Porrentruy tot Kantonsloc Jura. Reden is dat alle kantons een eigen Ae 6/6 hebben.

### Cw: Picasso (1983)
Nummer: 11181
In 1983 stelde SBB aan de kunstschilder Daniel Bourret uit Wettingen de locomotief 11181 ter beschikking om er een rijdend kunstwerk van te maken. Dit rijdend kunstwerk trok veel bekijks, zorgde voor discussie onder het rijdend personeel en was van meet af aan beperkt tot het moment dat de locomotief in revisie zou gaan. De Picasso heeft ongeveer twee jaar zo gereden.

### R3: Eerste rode Re 4/4 II (1983)
Nummer: 11178
De Re 4/4 II nummer 11178 was de eerste rode Re 4/4 II na een revisie R3 in de hoofdwerkplaats (Hauptwerkstätte) te Yverdon.

### Cw: SE-locomotieven zonder automatische UIC-koppeling (1987)
Nummers: 11103, 11106, 11108, 11109, 11112, 11113, 11133, 11141.
Met de invoering van het stambedrijf/trek-duwbedrijf voor EW III werden de stammen aan het stuurstandrijtuig en het koprijtuig van de stam voorzien van schroefkoppelingen, waarmee de (dure) noodzaak kwam te vervallen om een deel van het tractiepark met automatische UIC-koppeling in bedrijf te houden. Daarom werden vanaf 1987 de (nu voormalige) Swiss Expresslocomotieven weer voorzien van een schroefkoppeling.
Bij gelegenheid van groot onderhoud kregen de locomotieven met nummers 11112, 11113 en 11133 de gebruikelijke rode beschildering. De nummers 11103 en 11106 verkocht SBB aan BLS (evenals de trek-duwstammen EW III).
BLS schilderde deze machines (en de EW III-trek-duwstammen) in hun (in 2005 nieuwe) kleurenschema voor reizigers- en tractiematerieel (zilver-blauw-groen).
Loc 11141 behield de oranje-grijze beschildering en werd zo begin oktober 2007 buiten dienst gesteld om als energieleverancier (Heizlok) te gaan dienen in Biel voor de nieuwe Depothalle aldaar.
De nummers 11108 en 11109 zijn in 2009 nog steeds in hun oorspronkelijke Swiss Expressbeschildering in dienst. Aan de eenheden 11109 en 11112 laat SBB geen groot onderhoud meer uitvoeren en zet deze machines vooral nog in reservediensten in.

### Cw:Arbeitsplatzstandart 89(1989, 1995)
Alle nummers behalve 11371-11397 (wegens voorziening af fabriek)
Omdat de Re 4/4 II over een grotere spanne tijds gebouwd is, zijn de oudere exemplaren lang niet zo goed (thermisch en akoestisch) geïsoleerd als de jongere exemplaren, laat staan zo goed als de serie Re 460. Tegelijkertijd zijn de eisen aan de inzet en oplettendheid van het rijdend personeel ten gevolge van de intensivering van de dienst toegenomen. Ook nieuwe exploitatieconcepten (trek-duwbedrijf met eenmanbediening) eisen hun fysieke aanpassingen aan de locomotief. Al met al is er onder de titel Arbeitsplatzstandart 89 een pakket maatregelen gedefinieerd, waarmee tegemoetgekomen wordt aan reeds langer gehoorde klachten en waarmee de locomotief ook geschikt gemaakt wordt voor de technische eisen, horend bij nieuwe exploitatieconcepten. De maatregelen/voorzieningen voerde SBB vanaf 1995 uit en omvatten:
- Nieuwe thermische isolatie van stuurtafel en cabineachterwand;
- Cabineplafond met geperforeerd plaatmateriaal en achterliggende absorptiedeken;
- Kabeldoorvoeren volschuimen;
- Machinekamer en kastdeuren beter sluitend;
- Nieuw cabinevloer met betere vibratie- en geluiddempingseigenschappen;
- Betere regeling van de cabineverwarming;
- Montage van schijnwerpers (in plaats van de tot dan gebruikelijke frontseinen/Positionslichten);
- Montage van een ruitensproei-installatie;
- Rechter cabineraam: montage zonwering en (inklapbare) buitenspiegel.

### Cw: UIC-contactdoos + rangeertrede + extra handrail op front (1989)
Alle nummers

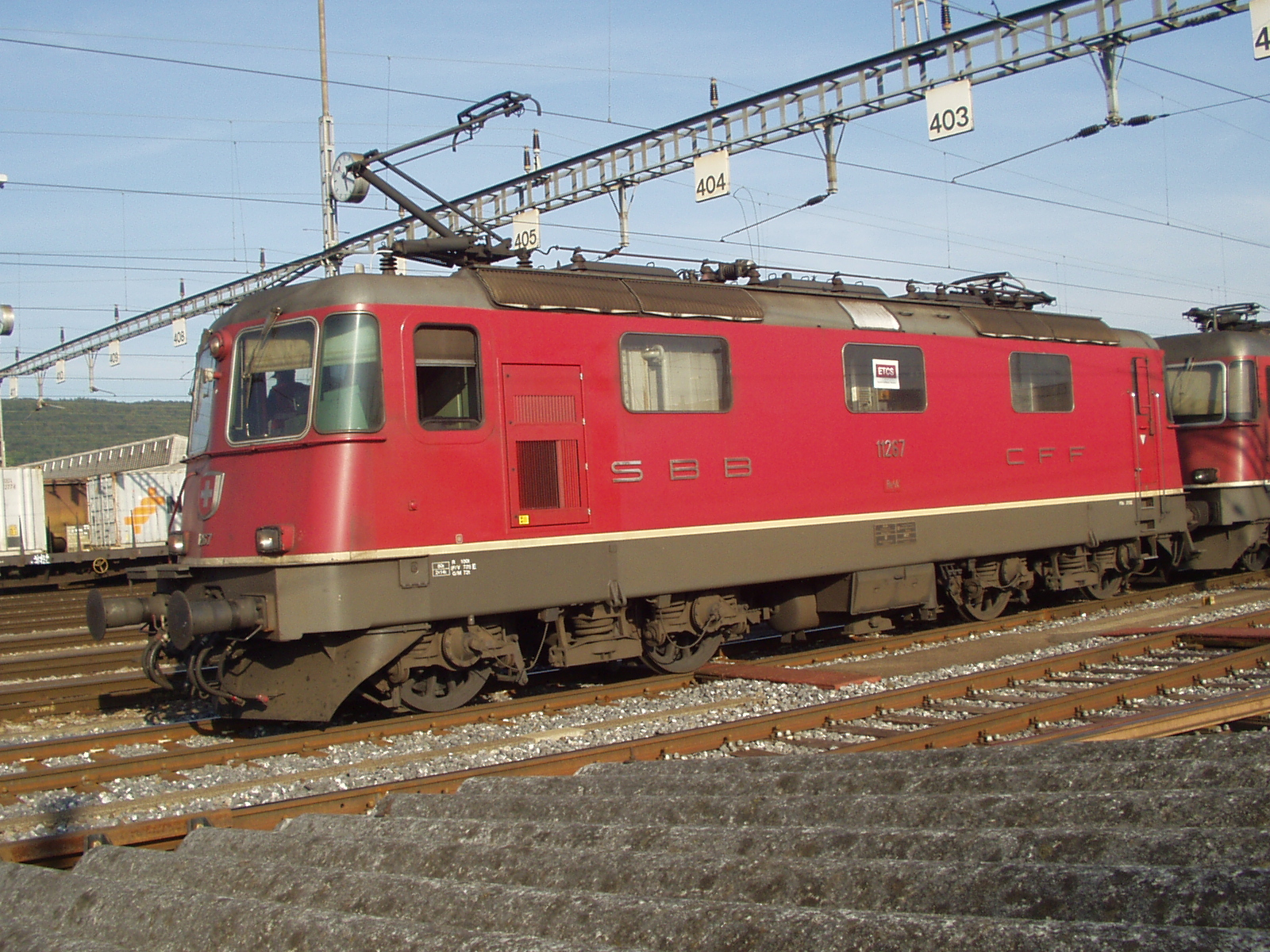
Rode SBB Re 4/4 II 11267 met cabineairco, dimbare schijnwerpers, UIC-contactdoos, handrail en opstap

Niet helemaal duidelijk is mij, of de montage van de extra rangeertreden op/aan de bufferbalk tot de Actie Arbeitsplatzstandart 89 behoort. Zeker is wel dat de montage van deze (ontsierende ?) hulpmiddelen op het front van de Re 4/4 II de veiligheid van het personeel dient bij het verbinden van de UIC-leiding van de reizigerstrein met de UIC-contactdoos op het front van de locomotief. De eerste locomotieven (o.a. 11248) verschenen in 1989 in deze configuratie, de actie begon op grote schaal vanaf 1995 te lopen en nu (2010) is er geen Re 4/4 II meer in dienst zonder deze attributen.

### Cw: SEV (1994)
Nummer: 11238
De 11238 kreeg tijdelijk een foliedecoratie ter gelegenheid van het jubileum 75 Jahre Schweizer Eisenbahner-Verband, de Zwitserse spoorwegvakbond.

### Cw: Radiografische afstandsbedieningslocomotieven Ref 4/4 II (2000)
Nummers: onbekend
De met een voedingseenheid voor de afstandsbediening van een Re 460 uitgeruste Re 4/4 II-locomotieven hebben/hadden een kleine 'f' in de serieaanduiding. Deze manier van op afstand besturen ontgroeide nimmer het experimentele stadium en is sinds de overdracht van alle Re 460-locomotieven aan de divisie Personenverkehr niet meer mogelijk.

### Cw: ETCS-Installatie (2001)
Alle nummers
Voor het ETCS-proefbedrijf op het baanvak Zofingen-Sempach (2001-2003, volledig operationeel van april 2002 tot november 2003) kregen de locomotieven met de nummers 11265 tot 11298 (manco de reeds buiten dient gestelde 11282) een ETCS- tractievoertuiginstallatie van Bombardier en ten teken van deze uitrusting een witte, op zijn punt staande driehoek, onder het cabineraam aan de zijkant (links in rijrichting).
De thans voor de normale (ETCS-level2) dienst op het nieuwbouwtraject (Matstetten-Rothrist) uitgeruste locomotieven zijn niet meer afzonderlijk gekenmerkt, op de eenheden voor het proefbedrijf na, die weliswaar gelijk gemaakt zijn aan de serie maar die ten dele hun kenmerk uit de proefbedrijfperiode nog dragen.

### Cw: Re 421 (2002)
nummers 421 371 ... 397 (26 exemplaren, zonder 382)
De serie Re 421 ontstond door verbouwing van de jongste leverantie Re 4/4 II om ze in Duitsland te kunnen exploiteren als trekkracht voor goederentreinen in free access op het Duitse net. Met genoemd doel kreeg de Re 4/4 II de Duitse treinbeïnvloeding (Indusi) en een stroomafnemer met (breed) DB-sleepstuk. Het is juist deze stroomafnemer die in Duitsland de maximumsnelheid beperkt tot 120 km/h. Ook de wielen (met aparte wielbanden) zouden in Duitsland een extra toelatingsprocedure nodig gemaakt hebben om 140 km/h te mogen rijden. De nu toegestane 120 km/h zijn volledig toereikend voor de beoogde dienst: goederendienst. Derhalve besloot SBB de dure toelating voor 140 km/h niet te laten uitvoeren. Ook vanwege de dure toelating die nodig zou zijn krijgt de serie 421 geen cabineairco.
De 26 exemplaren Re 421 371 ... 397 (zonder 382) zijn eigendom van SBB Cargo die deze locomotieven vooral inzet in de diensten voor rekening van SBB Cargo Deutschland en er zijn er paar aan SBB Personenverkehr verhuurd ten behoeve van de inzet in de EC-dienst Zürich-München v.v. op het traject Zürich-Lindau en terug.
Tussen Sankt Margrethen (SBB) en het kopstation Lindau (DB) rijden de machines onder rijdraad volgens ÖBB-DB-specificatie en met treinbeïnvloeding die functioneert volgens ÖBB (=DB)-systeem en specificatie.
De verbouwing tot Re 421 beperkte zich tot de jongste leverantie omdat de bouwers van de locomotieven alleen voor de bestelling van 1981 de asbestvrijverklaring (welke EBA eiste voor toelating) konden verstrekken.

### Cw: Airconditioning (2004)

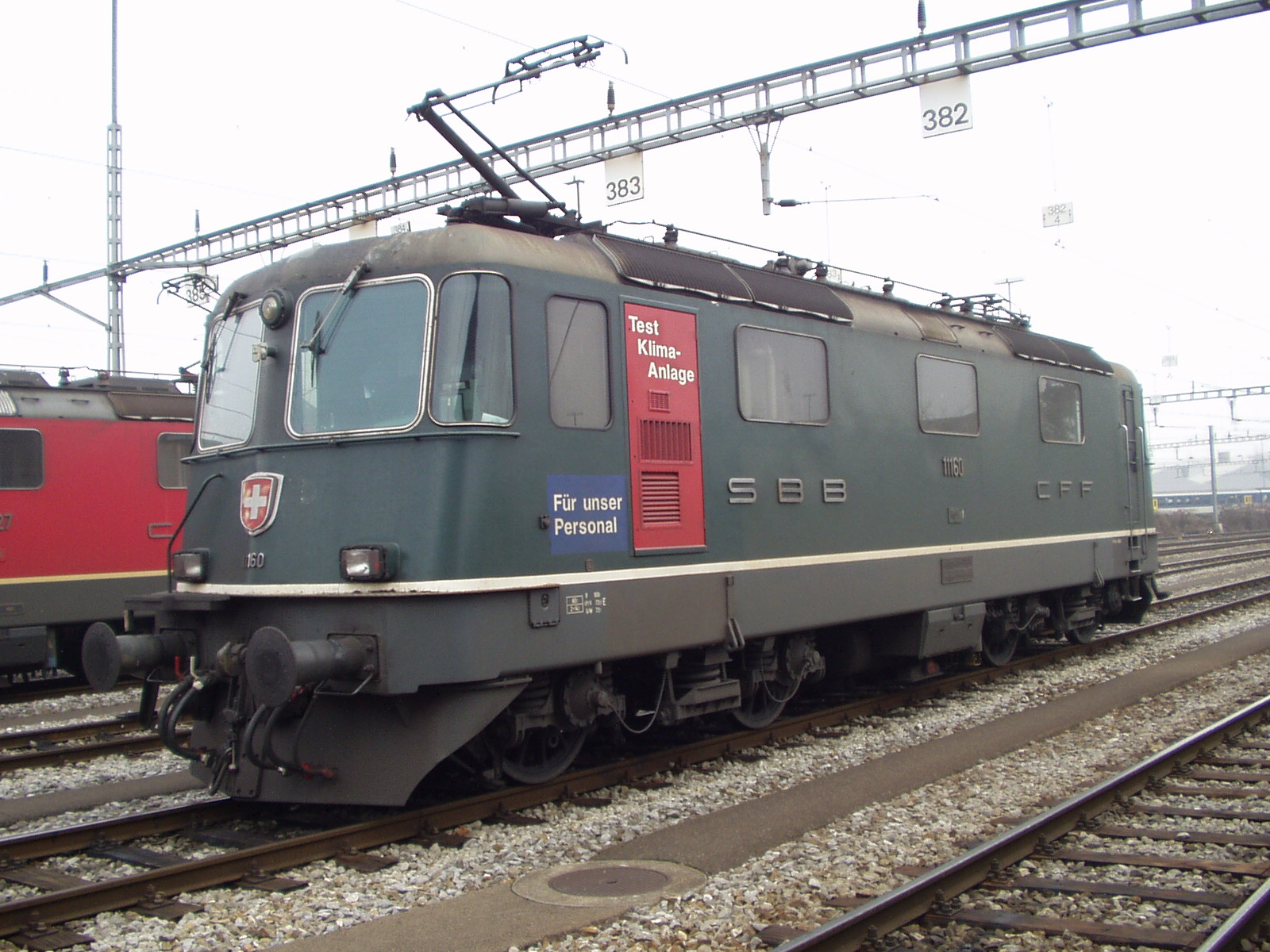
De11160 was de eerste locomotief met cabineairconditioning

Alle nummers met uitzondering van 421 371 ... 397
SBB hebben het voornemen om alle machines van de series Re 420 en Re 430 te voorzien van een airconditioninginstallatie voor de beide cabines. Aanleiding is het feit dat de temperaturen in de cabine kunnen oplopen tot 50 graden Celsius, hetgeen tot klachten van het tractiepersoneel leidt en deze temperaturen de concentratie van de machinist niet ten goede komen. Ook het gegeven dat jonger tractiematerieel wél (Re 450, Re 460, Re 465) voorzien is van cabineairco maakt de noodzaak om ook het oudere materieel ermee uit te rusten groter: tractiepersoneel verwacht daardoor airco op de bok.
De eerste in de rij was eind 2004 de 11160, medio 2006 leverde HW Biel de honderdste installatie aan de gebruiker. Eerder al (in 1993) deed SBB proeven met cabineairco op de 11218 door gebruikmaking van componenten uit de busbouw. Dit resulteerde in een doosvormige opbouw óp de cabine, die kennelijk niet voldeed. Later is er niets meer van vernomen en de cabineairco 'model-2004' is áchter de cabine gemonteerd en herkenbaar aan de luchtroosters in de zijwand.
De Re 421 zullen geen airco krijgen omdat ze dan opnieuw toegelaten zouden moeten worden in Duitsland en dat is – zoals het er begin 2010 uitziet – te duur en te tijdrovend voor het noodlijdende SBB-Cargo.

### Cw: De Rangeerlocomotieven Re 4/4 II (2006)
Nummers: 11101, 11120
SBB rustte Re 4/4 II no. 11101 in 2006 uit met een snelheidsmeter, geschikt voor snelheden tussen 0 en 40 km/h met het oog op de inzet in de rangeerdienst in Bazel (rangeren van reizigersmaterieel in/uit onderhoud en het door de wasstraat drukken van datzelfde materieel te Bazel). De 11101 is het laatste prototype dat SBB nog heeft, de rest verkocht zij aan BLS. Inzet in de treindienst blijft mogelijk door behoud van de beveiligingsinstallaties ZUB en ETM
SBB rustte Re 4/4 II no. 11120 in december 2007 eveneens uit met een snelheidsmeter, geschikt voor snelheden tussen 0 en 40 km/h met het oog op de inzet in de rangeerdienst in Bazel (rangeren van reizigersmaterieel in/uit onderhoud en het door de wasstraat drukken van datzelfde materieel te Bazel). Inzet in de treindienst blijft ook bij deze machine mogelijk door behoud van de beveiligingsinstallaties ZUB en ETM, waardoor de toelating voor de treindienst intact blijft.

### Cw: Noodremsignaal (NBA) voor bedrijf in LBT (2008)
Nummers: alle machines van divisie P
Voor het bedrijf in langere tunnels is (in Duitsland en Zwitserland) de directe werking van de noodrem na bediening door een reiziger buiten werking gesteld. Dit dient om de machinist de gelegenheid te bieden naar een gunstiger plek dan in de tunnel te rijden om te stoppen, bijvoorbeeld om een snelle en veilige evacuatie van de reizigers uit de trein te bewerkstelligen.
SBB-P is voornemens haar hele vloot tractie- en reizigersmaterieel met NBA (Notbremsanforderung) uit te rusten. De NBA is technische eis voor het bedrijf door de Lötschberg Basis Tunnel (LBT, sinds 2008 in bedrijf) en zal dat voor de nieuwe Gotthard-basistunnel in 2015 ook zijn.

### Cw: Re 420 (LION) voor de Zürcher S-Bahn (2011)

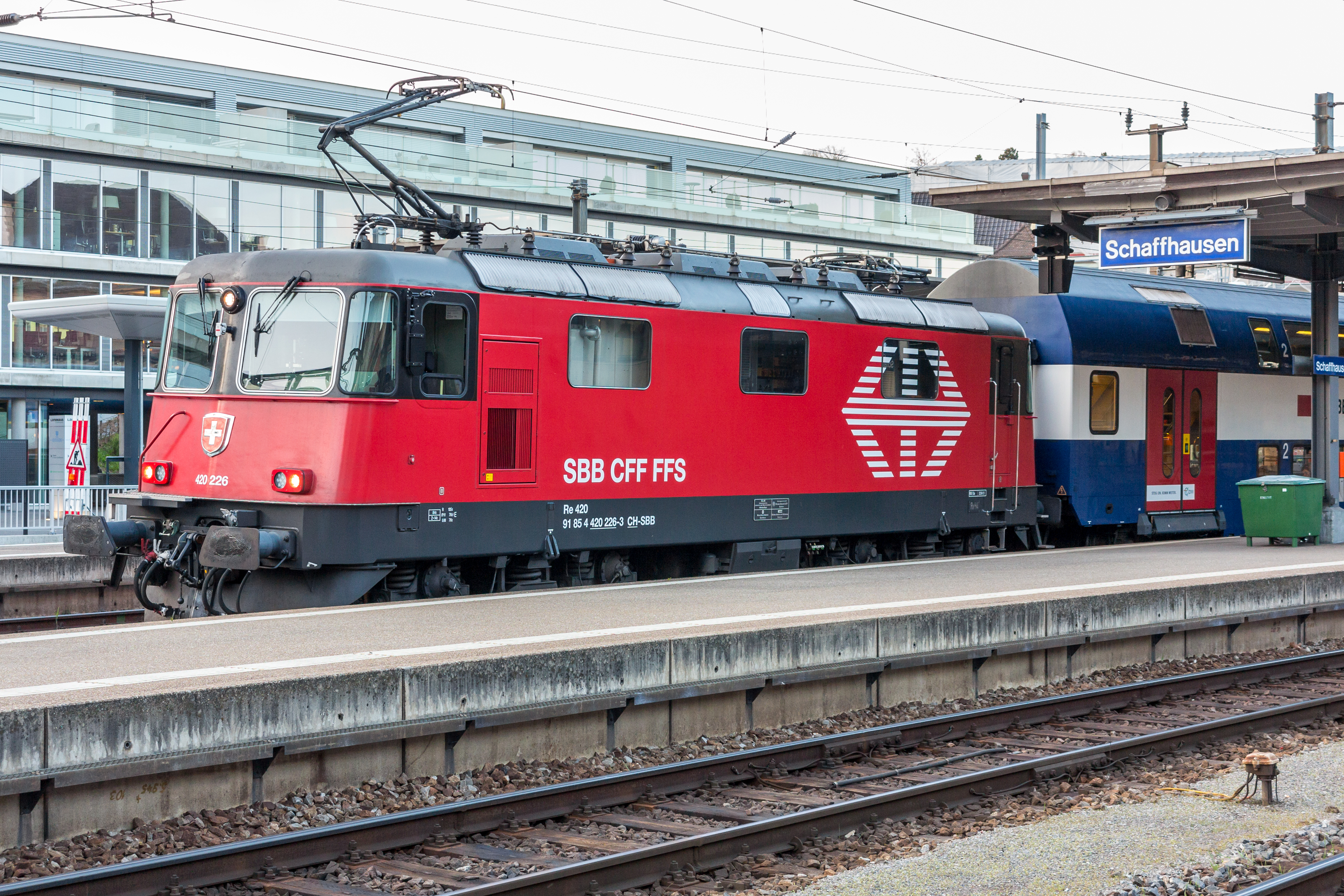
SBB Re 420 226 (LION)

In het kader van de modernisering van de Zürcher S-Bahn (project LION) worden 30 locomotieven door SBB Industriewerk Bellinzona gemoderniseerd. Deze locomotieven worden ingezet met eveneens gemoderniseerde dubbeldeksrijuigen. Op 27 juli 2011 werden de eerste twee locomotieven afgeleverd. Per jaar worden zes locomotieven tot 2016 afgeleverd.

## Nieuwe eigenaars

### Toedeling aan de divisiesCargoenPersonenverkehr(1999)
| nummers   | divisie | tranche           | opmerking             |
| --------- | ------- | ----------------- | --------------------- |
| 11101-155 | P       | 1, 2              | manco: locs aan BLS   |
| 11156-171 | Cargo   | 3                 |                       |
| 11172     | P       | 4                 | ex Re 4/4 21 van MthB |
| 11173-180 | Cargo   | 3                 |                       |
| 11181     | P       | 3                 | ex Picasso            |
| 11182-190 | Cargo   | 3                 |                       |
| 11191-270 | P       | 3, vanaf 11216: 4 |                       |
| 11271-298 | Cargo   | 4, vanaf 11255: 5 |                       |
| 11299-304 | P       | 5                 |                       |
| 11305-311 | Cargo   | 6                 |                       |
| 11313-349 | Cargo   | 6                 |                       |
| 11371-397 | Cargo   | 7                 | thans: Re 421         |

### Verkoop aan BLS (2004 en 2005)

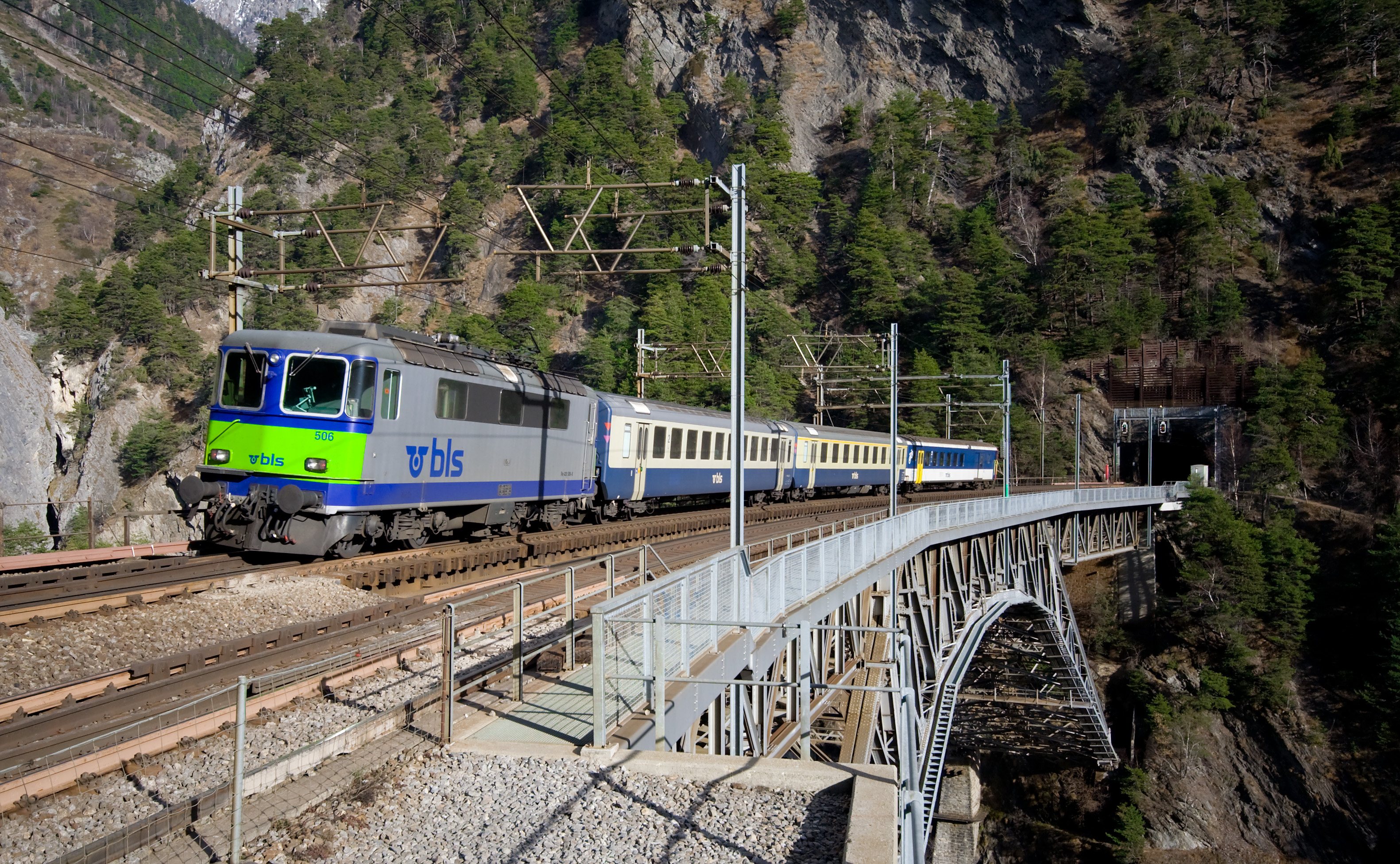
Re 420.5 in BLS-Dienst

Nummers: 11102-11106, 11107, 11110, 11117, 11119, 11123, 11137 en 11142
Zes locomotieven Re 4/4 II verkocht SBB in december 2004 aan BLS, welke na de fusie met RM en door de nieuwe taaktoedeling (S-bahn Bern, Regionalverkehr op de BLS- en ex RM-trajecten, Cargo) dringend om tractiemiddelen verlegen zat.
BLS registreerde de machines als serie Re 420.5 met de nummers 501-505. Het waren de voormalige nummers 11110, 11117, 11119, 11123, 11137 en 11142. Eind 2005 kocht BLS nog zes soortgelijke machines: 11107 en de prototypen 11102-11106. BLS gaf ze nummers Re 420 507 en 508-512.
In december 2009 werd bekend dat BLS per direct de locomotieven Re 420 507-512 ter zijde heeft gesteld. De locomotieven worden ontdaan van bruikbare onderdelen en vervolgens gesloopt.
BLS schilderde de 11103 en 11106 (en de EWIII-trek-duwstammen) in hun (in 2005 nieuwe) kleurenschema voor reizigers- en tractiematerieel (zilver-blauw-groen).
Op 10 februari 2010 werd de BLS Re 420 510 naar Emmen gebracht om bij Firma Schnyder AG te worden gesloopt.

### Buitendienststellingen
11282 – Landquart (buiten dienst: 1975)
De locomotief Re 4/4" 11282 was doende voor DB proefritten uit te voeren met T2S-Slaaprijtuigen met 160 km/h tussen Chur en Landquart. Bij de rit vanuit Chur op donderdag 30 oktober 1975 van 13:45 werden de remkranen tussen loc en rijtuig niet geopend en de remproef niet uitgevoerd (maar die feiten zijn nooit 100% komen vast te staan). Wel vast staat, dat de proeftrein tegen de tijdelijke voorschriften in stoptonend sein kreeg van het inrijdsignaal te Landquart. De remkracht van de locomotief alleen is (altijd) onvoldoende om een trein met deze snelheid in de normale remweg (1.500 m) tot stilstand te brengen. Dit was er de oorzaak van dat de proeftrein, Re 4/4 II 11282 voorop, de tegemoetkomende goederentrein frontaal en met hoge snelheid aanreed. Omdat de door Ae 4/7 no. 10906 vervoerde goederentrein nogal wat brandbare lading had, was de ravage door de klap en de daarop uitgebroken brand enorm De pas twee jaar oude locomotief brandde uit en werd in december 1975 formeel buiten dienst gesteld.
11172 – Vaumarcus (buiten dienst: 1978)
Locomotief 11172 reed op vrijdag 8 december 1978 bij Vaumarcus met een goederentrein op een andere, voor stop tonend sein staande goederentrein. Deze locomotief werd daarbij dermate zwaar beschadigd dat buitendienststelling de enige optie bleef, waartoe SBB in december 1978 besloot. Het nummer 11172 bezette SBB in 2003 opnieuw en nu met de voormalige MThB Re 4/4 II 21, die qua fabrieksnummer tussen 11215 en 11216 in de boeken staat.
11312 – Bussigny (buiten dienst: 1985)
De locomotief met nummer 11312 botste op zaterdag 14 september 1985 bij Bussigny, tussen Renens en Denges, na (waarschijnlijk) negeren van stoptonend sein frontaal met de in treinschakeling rijdende Ae 4/7 10940 en 11011, die op dat moment overigens geen trein vervoerden. Opname van de schade aan de pas vier jaar oude locomotief leidde tot buitendienststelling in oktober 1985.
11382 – Leventina (buiten dienst: 2002)
Na een brand in de Leventina op 31 januari 2002 werd deze loc in juli 2002 buiten dienst gesteld. Kortsluiting wordt vermoed als boosdoener.
11113 – Oerlikon (buiten dienst: 2004)
De locomotief met nummer 11113 vervoerde op 24 oktober 2003 trein 1629, welke in het station van Oerlikon met trein nummer 2583 botste. De aard en ernst van de schade maakten herstel onrendabel. De locomotiefbak werd onmiddellijk na vrijgave naar Kaiseraugst overgebracht en aldaar tot schroot verwerkt.
11323 – Arth Goldau (buiten dienst: 2005)
Op 23 maart 2005 brandde de locomotief ten gevolge van een technisch defect in Arth-Goldau uit. Deze loc werd in juli van dat jaar formeel buiten dienst gesteld en de bak werd in augustus van datzelfde jaar te Kaiseraugst aan de sloper overgedragen.
11141 – eerste geplande buitendienststelling: 2007
Met de buitendienststelling van locomotief nummer 11141 begon in oktober 2007 de buitendienststelling van deze inmiddels veertig jaar oude locomotieven uit de eerste leverantie.

## Foto's

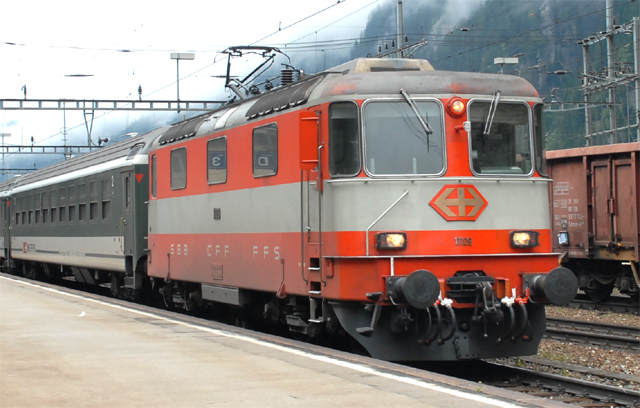
Re 4/4 – 11109 op 2 juni 2007 te Göschenen
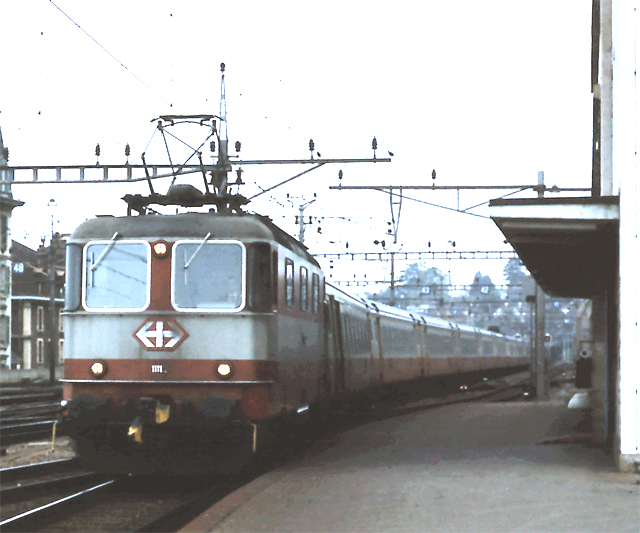
Re 4/4 SE – 11112 in ± 1985 te Lausanne
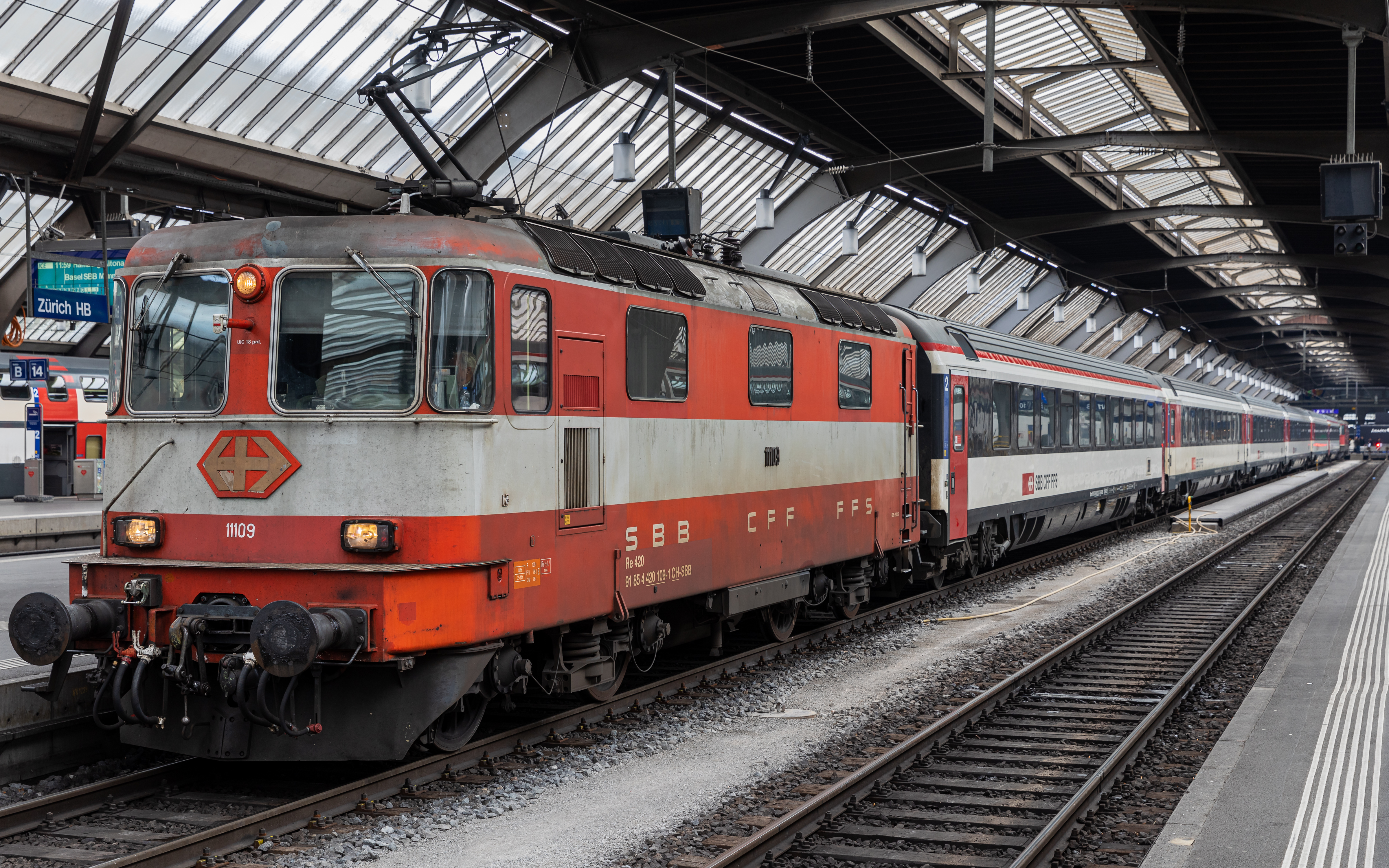
SBB Re 420 109 in 2022 te Zürich HB